# Miconia mandonii
Miconia mandonii är en tvåhjärtbladig växtart som beskrevs av Célestin Alfred Cogniaux. Miconia mandonii ingår i släktet Miconia och familjen Melastomataceae. Inga underarter finns listade i Catalogue of Life.